# Karel Reisz

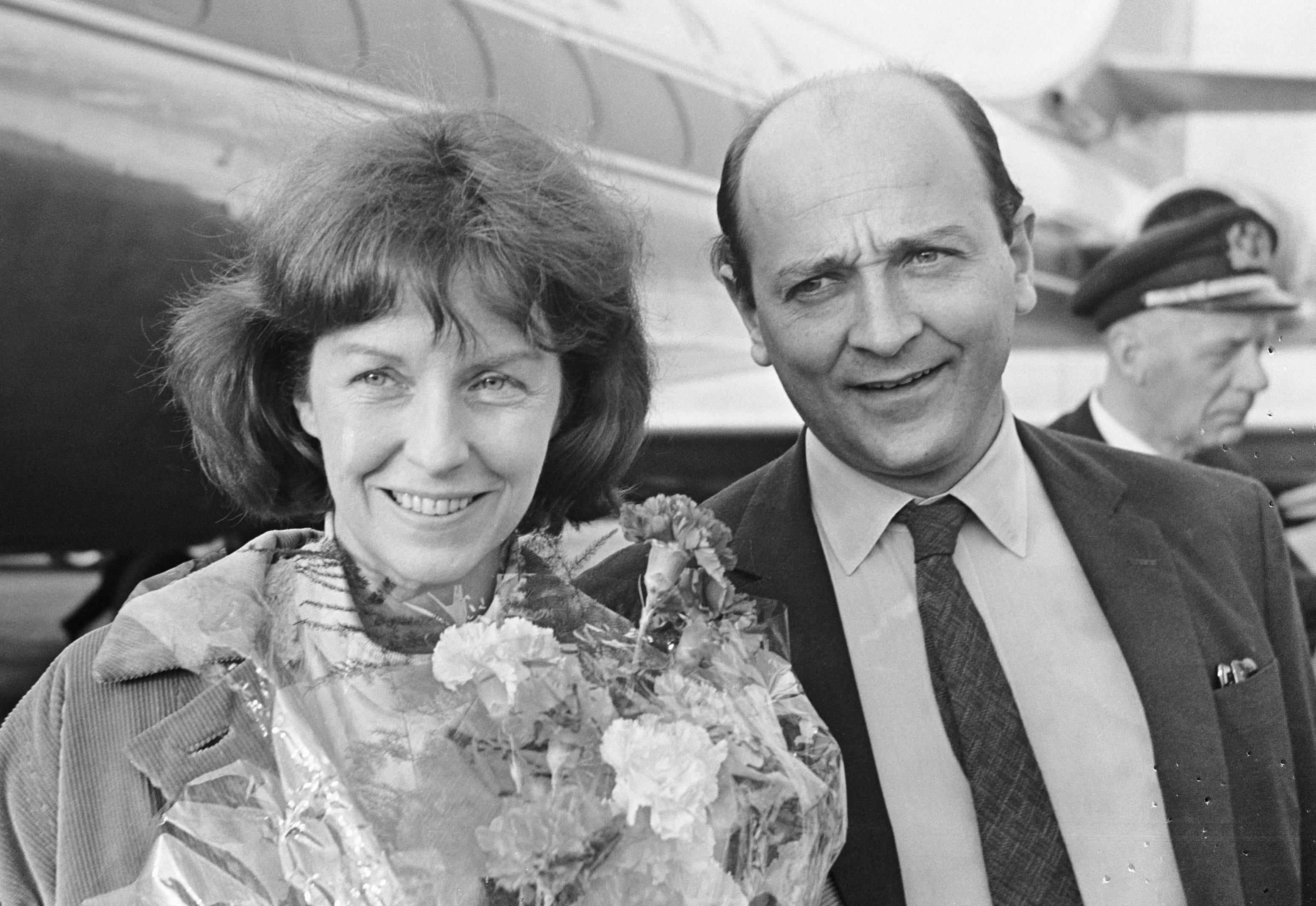
Reisz und Betsy Blair (1966)

Karel Reisz (* 21. Juli 1926 in Ostrava; † 25. November 2002 in London, England) war ein tschechisch-britischer Regisseur.

## Leben
In der Tschechoslowakei geboren, konnte der jüdischstämmige Karel Reisz vor der Invasion der Wehrmacht nach Großbritannien fliehen. Seine Eltern blieben hingegen zurück und wurden in Auschwitz ermordet. Die letzten Jahre des Zweiten Weltkriegs diente er in der tschechischen Einheit der Royal Air Force. Reisz studierte Chemie in Cambridge und arbeitete als Lehrer. 1947 gründete Reisz zusammen mit Lindsay Anderson und Gavin Lambert das Filmmagazin Sequence, bei der er bis 1952 als Autor und später auch mit Anderson zusammen als Herausgeber fungierte. Reisz war außerdem als Filmjournalist bei Sight & Sound tätig und sammelte als Filmeditor Erfahrungen, die in der 1953 veröffentlichten Studie The Technique of Editing mündeten, die in 30 Auflagen herausgegeben wurde. 1952 arbeitete er als Kurator im neu gegründeten National Film Theatre in London.
1956 gründete Karel Reisz zusammen mit Lindsay Anderson, Tony Richardson und John Schlesinger die Bewegung des britischen Free Cinema als Gegenpol zum kommerziellen amerikanischen Hollywood-Kino. Zunächst drehte er zwei vielbeachtete naturalistische Dokumentarfilme aus dem Alltag junger Männer aus dem Arbeitermilieu (Momma Don’t Allow und We Are the Lambeth Boys), bevor er international durch seinen realistisch-dokumentarischen Film Samstagnacht bis Sonntagmorgen bekannt wurde, der auf einer Novelle von Alan Sillitoe beruht. Der Film, ein sensibel beobachtetes Alltagsprotokoll, zählt zu den Schlüsselwerken der British New Wave, die aus dem Free Cinema hervorging.
Griff aus dem Dunkel (Night Must Fall, 1964) ist das schockierende Porträt eines eitlen jungen Mannes, der aus Geltungssucht Morde begeht. Die melodramatische Handlung spielt sich vor einem dokumentarisch beobachteten Wirklichkeitshintergrund ab. Leider begann schon mit diesem Film, seinem zweiten mit Albert Finney, Reisz’ Misserfolg an den Kinokassen. Die meisten seiner Arbeiten blieben finanziell erfolglos. Das beherrschende Thema von Reisz’ Filmen waren Porträts exzentrischer Einzelgänger (so etwa in seiner Filmbiographie von Isadora Duncan und seiner Verfilmung von Fjodor Michailowitsch Dostojewskis Der Spieler).
Ab 1974 wirkte er zeitweise in den USA, wo in Zusammenarbeit mit Harold Pinter sein bekanntester und erfolgreichster Film entstand: Die Geliebte des französischen Leutnants mit Meryl Streep und Jeremy Irons in den Hauptrollen, eine verschachtelte, anspruchsvolle Literaturverfilmung, die dennoch unterhaltsam und emotional ansprechend umgesetzt war. In den 1990er-Jahren arbeitete Karel Reisz vor allem als Theater-Regisseur für Bühnen in London, Dublin und Paris. Er erarbeitete Maßstäbe setzende Inszenierungen der Werke Samuel Becketts, Harold Pinters und Terence Rattigans.
Karel Reisz’ Gesamtwerk umfasst lediglich zehn Kinofilme, dennoch gilt er heute als einer der stilbildenden Regisseure der englischen Filmgeschichte.

## Auszeichnungen
- 1958 We Are the Lambeth Boys: Nominierung für den British Film Academy Award
- 1960 Samstagnacht bis Sonntagmorgen (Saturday Night and Sunday Morning): British Film Academy Award, Bester Film auf dem Filmfestival in Mar del Plata
- 1964 Griff aus dem Dunkel (Night Must Fall): Wettbewerbsfilms auf der Berlinale
- 1967 Protest (Morgan: A Suitable Case for Treatment): Nominierung für den British Film Academy Award, Wettbewerbsfilm auf dem Filmfestival in Cannes, Spezialpreis auf dem Filmfestival Locarno
- 1968 Isadora: Wettbewerbsfilm auf dem Filmfestival in Cannes
- 1978 Dreckige Hunde (Who’ll Stop the Rain): Wettbewerbsfilm auf dem Filmfestival in Cannes
- 1981 Die Geliebte des französischen Leutnants (The French Lieutenant’s Woman): Nominierung für den British Academy Film Award, Bodil Award, César-Nominierung, Evening Standard British Film Award

## Filmografie (Auswahl)
- 1955: Momma Don’t Allow (Dokumentarfilm)
- 1958: We Are the Lambeth Boys (Dokumentarfilm)
- 1960: Samstagnacht bis Sonntagmorgen (Saturday Night and Sunday Morning)
- 1964: Griff aus dem Dunkel (Night Must Fall)
- 1966: Protest (Morgan: A Suitable Case for Treatment)
- 1968: Isadora
- 1974: Spieler ohne Skrupel (The Gambler)
- 1978: Dreckige Hunde (Who’ll Stop the Rain)
- 1981: Die Geliebte des französischen Leutnants (The French Lieutenant’s Woman)
- 1985: Sweet Dreams
- 1990: Everybody Wins
- 1994: The Deep Blue Sea (Fernsehfilm)
- 2000: Acts Without Words I (Kurzfilm)